# Estádio Krestovsky
Estádio Krestovsky (em russo: Крестовский) é um estádio russo de futebol situado na Ilha Krestovsky em São Petersburgo. Tem capacidade para 67.800 espectadores e foi uma das sedes da Copa das Confederações FIFA de 2017, da Copa do Mundo FIFA de 2018 e será uma das sedes do Campeonato Europeu de Futebol de 2020.
O estádio de São Petersburgo foi o palco da abertura da Copa das Confederações em 17 de junho de 2017, entre a Rússia e Nova Zelândia.
Há denúncias de exploração de trabalho escravo e de corrupção envolvendo a construção do estádio, cujo custo inicial que era orçado em US$ 220 milhões  mas já ronda a casa de US$1,5 bilhão.
Localizada no noroeste russo, a ilha de Krestovsky (cidade de São Petersburgo) e a foz do rio Neva liga o lago Ladoga (o maior da Europa) ao Golfo da Finlândia. A posição estratégica fez dela um importante centro cultural e econômico europeu.[carece de fontes?]
No local, havia uma floresta usada para caça até 1917. Depois da Revolução, as árvores foram transformadas em lenha e a ilha virou um depósito de lixo. Em 1932, começou a ser feito um parque com um estádio para 100 mil pessoas. As obras da nova arena foram rápidas se comparadas às da que ocupava seu lugar anteriormente. O estádio Kirov começou a ser feito em 1932 com um projeto inovador. A II Guerra Mundial pausou a construção de 1941 a 1945, e foi inaugurado apenas em 1950. Em 2006, suas quatro torres de 70m vieram abaixo e o terreno foi preparado para as novas obras. Do projeto anterior restaram apenas a elevação circular, a escadaria e os dois portais da entrada principal. A exigência da Fifa para que seus jogos sejam a céu aberto fez com que projetistas criassem partes móveis com cerca de 2.000 toneladas. As peças se deslocam através de trilhos e deixam a arena mais versátil, principalmente para eventos durante o inverno, quando a temperatura pode ficar abaixo dos -10ºC.[carece de fontes?]

## Copa das Confederações FIFA de 2017
| Data              | Hora  | 1ª equipe     | Placar | 2ª equipe     | Fase    | Público |
| ----------------- | ----- | ------------- | ------ | ------------- | ------- | ------- |
| 17 de Junho, 2017 | 18:00 | Rússia        | 2 – 0  | Nova Zelândia | Grupo A | 50,251  |
| 22 de Junho, 2017 | 18:00 | Camarões      | 1 – 1  | Austrália     | Grupo B | 35,021  |
| 24 de Junho, 2017 | 18:00 | Nova Zelândia | 0 – 4  | Portugal      | Grupo A | 56,290  |
| 2 de Julho, 2017  | 21:00 | Chile         | 0 – 1  | Alemanha      | Final   | 57,268  |

## Copa do Mundo FIFA de 2018
| Data        | Hora  | 1ª equipe | Placar | 2ª equipe  | Fase                        | Público |
| ----------- | ----- | --------- | ------ | ---------- | --------------------------- | ------- |
| 15 de Junho | 18:00 | Marrocos  | 0 – 1  | Irã        | Grupo B                     | 62,548  |
| 19 de Junho | 21:00 | Rússia    | 3 – 1  | Egito      | Grupo A                     | 64,468  |
| 22 de Junho | 15:00 | Brasil    | 2 – 0  | Costa Rica | Grupo E                     | 64,468  |
| 26 de Junho | 21:00 | Nigéria   | 1 – 2  | Argentina  | Grupo D                     | 64,468  |
| 3 de Julho  | 17:00 | Suécia    | 1 – 0  | Suíça      | Oitavas-de-final            | 64,042  |
| 10 de Julho | 21:00 | França    | 1 – 0  | Bélgica    | Semifinais                  | 64,286  |
| 14 de Julho | 17:00 | Bélgica   | 2 – 0  | Inglaterra | Disputa pelo terceiro lugar | 64,406  |

## Eurocopa 2020
| Data | Hora | 1° equipe | Placar | 2° equipe | Fase | Público |
| ---- | ---- | --------- | ------ | --------- | ---- | ------- |

## Liga dos Campeões da UEFA
O estádio foi escolhido como palco da final da Liga dos Campeões de 2021–22 pelo Comité Executivo da UEFA durante a sua reunião em Ljubljana, Eslovênia, em 24 de setembro de 2019 , mas em 17 de junho de 2020, o Comité Executivo da UEFA anunciou que, devido ao adiamento e relocalização da  final de 2019–20 causada pela pandemia de COVID-19 na Europa, São Petersburgo acolheria a final em 2022, porém, também acabou sendo adiado, devido ao invasão da Ucrânia pelo seu país, deixando que o Stade de France será escolhido como o palco dessa final.